# Chinnor

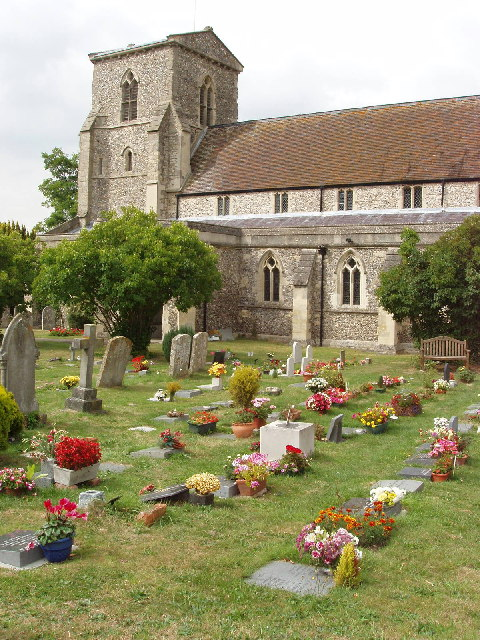
L'église paroissiale Saint-André

Chinnor est un village et une paroisse civile de l'Oxfordshire, en Angleterre. Il est situé dans le district du South Oxfordshire, au sud-est de Thame. La paroisse, qui inclut également les villages d'Emmington, Henton et Oakley, comptait 5 924 habitants au moment du recensement de 2011.